# Heteromirafra
A Heteromirafra a madarak osztályának verébalakúak (Passeriformes) rendjébe és a pacsirtafélék (Alaudidae) családjába tartozó nem.

## Rendszerezésük
A nemet Claude Henry Baxter Grant brit ornitológus írta le 1913-ban, az alábbi  fajok tartoznak ide:
- szomáli pacsirta (Heteromirafra archeri)
- sarkantyús bokorpacsirta (Heteromirafra ruddi)
- sidamoi pacsirta (Heteromirafra sidamoensis)[2] az újabb kutatások a szomáli pacsirtával azonos fajnak tekintik.

## Előfordulásuk
Az egyik faj Szomália és Etiópia, a másik a Dél-afrikai Köztársaság területén honos. Természetes élőhelyeik a szubtrópusi vagy trópusi füves puszták és cserjések. Állandó, nem vonuló fajok.

## Megjelenésük
Testhosszuk 15-16 centiméter körüli.